# Morphogenèse animale
La morphogenèse animale est l'étude de la formation biologique de la forme animale. Les formes animales se mettent en place au cours du développement embryonnaire ou post-embryonnaire (croissance, métamorphose). Plusieurs processus cellulaires participent à la morphogénèse : 
- la prolifération cellulaire ou mitoses qui permet de produire de nouvelles cellules
- les changements de forme des cellules causés le plus souvent par le cytosquelette
- la migration[1] cellulaire qui permet les déplacements cellulaires et intervient notamment dans la gastrulation où se met en place le plan d'organisation des animaux
- l'apoptose ou mort cellulaire programmée qui permet par exemple de former les doigts (les doigts des Tétrapodes sont initialement palmés, la région interdigitale est détruite par apoptose (sauf dans les pattes postérieures des canards ou des grenouilles par exemple).